# 交響曲第3番 (プロコフィエフ)
交響曲第3番ハ短調 作品44は、セルゲイ・プロコフィエフが1928年に作曲・完成した3番目の交響曲である。『炎の天使』と銘されることもあるが、後述の通り作曲者はそれを望まなかった。

## 概要
前年の1927年に完成させたオペラ『炎の天使』は、1928年の6月14日にパリでセルゲイ・クーセヴィツキーの指揮によってその一部が上演（演奏会形式による）されたが、完全な形による初演の見通しが立たないことを悟ったプロコフィエフは、『炎の天使』を基にした組曲を計画した。だが、オペラのある主題がソナタ形式の主題として使えることに気付いたプロコフィエフは、これを交響曲とすることに決め、作曲作業は1928年の夏から11月3日にかけて行われた。
このような成立過程であるが、プロコフィエフは自伝の中で「私の最上の作品の一つ」と述べており、かなりの自信を持っていたことが窺える。またこの曲が「炎の天使」と銘されることは好まず、標題のない純粋音楽作品として見られることを望んだ。ライバル的存在であったストラヴィンスキーが高く評価した作品でもある。
この曲は友人であるミャスコフスキーに捧げられた。

## 初演
1929年5月17日にパリのサル・プレイエルで、モントゥー指揮のパリ交響楽団によって行われ、好評を博したと伝えられる。

## 楽器編成
- 木管楽器:ピッコロ、フルート2、オーボエ2、イングリッシュホルン、クラリネット2、バスクラリネット、ファゴット2、コントラファゴット
- 金管楽器:ホルン4、トランペット3、トロンボーン3、チューバ
- 打楽器:ティンパニ、カスタネット、タンブリン、大太鼓、シンバル、小太鼓、鐘、タムタム
- その他:弦五部、ハープ2

## 曲の構成
構成はオペラの筋には沿っておらず、純シンフォニックに書かれている。
第1楽章 モデラート (Moderato)
- ハ短調、序奏付きのソナタ形式。
- 『炎の天使』では、序奏の主題は「レナータの絶望」、第1主題は「炎の天使マディエルへの愛」、第2主題は「騎士ルプレヒト」の主題である。

第2楽章 アンダンテ (Andante)
- ニ短調、静かな緩徐楽章、三部形式。
- 『炎の天使』第5幕「僧院の場」の主題に基づいている。

第3楽章 アレグロ・アジタート (Allegro agitato)
- イ短調、スケルツォ。
- コントラバス以外の弦楽4部をそれぞれ3部に分けた合計13声部の弦楽器群が特徴的である。ショパンのピアノソナタ『葬送』の終曲からの着想だといわれる。『炎の天使』第1幕第1場の音楽に基づいている。

第4楽章 アンダンテ・モッソ (Andante mosso)
- ハ短調、自由なソナタ形式。
- 『炎の天使』第2幕第2場の悪魔の音楽が中心となっている。

## 演奏時間
約34分ないし約35分。

## 参考資料
- 『作曲家別名曲解説ライブラリー20 プロコフィエフ』（音楽之友社）
- 柴田南雄『クラシック名曲案内ベスト１５１』 (講談社文庫)
- プロコフィエフ:『交響曲全集』（ヴァレリー・ゲルギエフ指揮、ロンドン交響楽団、フィリップス/現デッカ）の解説書
- プロコフィエフ:『交響曲第3番,他』（クラウディオ・アバド指揮、ロンドン交響楽団、デッカ）の解説書
- 『20世紀のアヴァンギャルド!!』（リッカルド・シャイー指揮、ロイヤル・コンセルトヘボウ管弦楽団、デッカ）の解説書